# Susanna Martín
Susanna Martín Segarra (Barcelona, 1976) es una ilustradora y diseñadora gráfica autora de varios cómics y novelas gráficas. Forma parte del Colectivo de Autoras del Cómic.

## Biografía
Susanna Martín nació en Barcelona y creció entre las montañas del Pirineo. Se licenció en Historia en la Universidad de Barcelona. Posteriormente estudió Ilustración y Pintura mural en la Escuela de Arte La Llotja de Barcelona. Ha colaborado en publicidad, prensa, productoras de cine y estudios de arquitectura. 

## Trayectoria
Tras concluir sus estudios y realizar varios trabajos, en 2008 colaboró en con Luzinema Produccions en la creación del guion gráfico publicitario, diseño corporativo e ilustraciones. Ese mismo año ilustró la portada del libro Water Pollution de la Universidad Politécnica de Cataluña. En el ámbito del cine realizó el guion gráfico del cortometraje Anibal ad Portas de Quique Gandarillas y Christos Theodorou (Eccoli producciones) e ilustró los dibujos del largometraje Perdida de Viviana García Besné.
En 2009 colaboró con el estudio de arquitectura Matías Ruíz-Tagle en el proyecto Teruel Activa.  
En 2010 realiza su primera novela gráfica en colaboración con Isabel Franc, Alicia en un mundo real. La obra ha sido traducida a cuatro idiomas y editada en los Estados Unidos por la editorial Fantagraphics.  
En 2011 dibujó su serie infantil La Martina, la por i el gat Faluga en la revista catalana Tretzevents y colaboró en la obra colectiva Yes we camp! Trazos para una (r)evolución (Dibbuks). Publicó en el periódico argentino Página 12 la tira mensual ¡No somos hermanas! con Flavia Company. Realizó el cómic 1, 2, 3, 4... Historietas diversas. Guía afectivo/sexual y de identidades para adolescentes con Nac Scratchs.  
En 2012 publicó el cómic Sonrisas de Bombay, con textos de Jaume Sanllorente. Creó el colectivo Período de ReflexiON junto con María Castrejón y FLICK en el proyecto 'Una idea brillante'.
En 2014 coordinó la antología de cómics Enjambre y repitió con Isabel Franc en la novela gráfica Sansamba. En este periodo también condujo el espacio radiofónico QdeCOMIC en la emisora InOut Radio durante 2014-2015. 
Ha ilustrado en medios como Diagonal, Pikara Magazine, Balanzín, Capçalera, La Madeja, Tentacles, o El País, en fanzines y en varios proyectos colectivos. Su obra ha sido expuesta en varios festivales de cómic.
Tras su traslado a Bilbao ha colaborado con diferentes organizaciones vascas. En 2016 publicó Gaza Amal: Historietas de mujeres valientes en la Franja de Gaza en colaboración con UNRWA Euskadi. En 2017 ha presentado el cómic Tipi-Tapa realizado para la Red de Decrecimiento y Buen Vivir. y ha participado en la obra colectiva editada por Astiberri Un regalo para Kushbu. Historias que cruzan fronteras, que cuenta las historias de vida de personas refugiadas y migradas en Barcelona.

## Obras
- Alicia en un mundo real (2010). Coautora con Isabel Franc (Norma Editorial).
- ¡No somos hermanas! (2010-2011). Coautora con Flàvia Company. Diario argentino Página 12.
- Aliciadas (2010-2011). Coautora con Isabel Franc. Dones de l'Associació de Dones Periodistes de Catalunya (núm. 39, núm. 40), revista digital MiraLes (abril  2011), revista de la Universidad de Barcelona Lectora 17.
- La Martina, la por i el gat Faluga (2010-2011). Revista cómic infantil Tretzevents (Publicacions de l'Abadia de Montserrat).
- Júlia, Paula, Marc i Àlex (2011). Colección de cómic infantil Em dic... (Publicacions de l'Abadia de Montserrat).
- Yes we camp! Trazos para una (r)evolución (2011). Colaboradora en la obra colectiva. (Dibbuks, 2011).
- 1, 2, 3, 4... Historietas diversas. Guía afectivo/sexual y de identidades para adolescentes (2011). Coautora con Nac Scratchs. (Bellaterra, 2011)
- El blog de Cachaca y Piluca (2012‐2013). Coautora con María Castrejón.
- Arnau, Pau, Pol, Carla i Laia (2012). Colección de cómic infantil Em dic... (Publicacions de l'Abadia de Montserrat).
- Sonrisas de Bombay (2012). (Norma Editorial).
- Sansamba (2014). (Norma Editorial)
- Gaza Amal: Historietas de mujeres valientes en la Franja de Gaza (2016). (UNRWA Euskadi)
- 10 Ingobernables (2016). Ilustraciones interiores y portada del libro de June Fernández
- Tipi Tapa (2017). (Red de Decrecimiento y Buen Vivir)
- Un regalo para Kushbu. Historias que cruzan fronteras (2017). VVAA. (Astiberri)
- Residencia de Estudiantes (2019) (Bruguera)

Uda bat Senegalen

## Premios y reconocimientos
- 2002 Premio de Cómic Lambda de Barcelona[19]
- 2008 Premio de Cómic Lambda de Barcelona[19]
- 2011 III Premio Jennifer Quiles. Mejor Producción Lésbica[20]